# Dalsfjordbroen
Dalsfjordbroen eller på norsk Dalsfjordbrua er en vejbro over Dalsfjorden i Sogn og Fjordane fylke i Norge. Hængebroen har et spænd på 523 meter og brotårnene er 101 meter høje. Den blev åbnet 14. december 2013. Broen er bygget som en del af projektet Dalsfjordsambandet og indgår i fylkesvej 609. På vestsiden går vejen ind i Ottersteintunnelen og på østsiden af broen går vejen i en 290 meter lang tunnelarm ind til en rundkørsel inde i Nishammartunnelen.
Broplanerne stammer fra 1960'erne med et ønske om å få vejforbindelse mellem Askvoll og Førde og Dale med vej på nordsiden af Dalsfjorden. Blandt andet blev der indsamlet 1200 underskrifter til støtte for projektet i 1962. Senere blev det bestemt at der skulle bygges bro over Dalsfjorden. I 1975 startede byggeriet af vejen fra færgelejet på Eikenes og indover fjorden mod Otterstein, hvor Dalsfjordbroen skulle bygges over til Nishammar på sydsiden. Efter at fire kilometer vej og en tunnel var blevet bygget, blev vejarbejdet stoppet i 1979. Bevilgningerne til projektet blev i 1981 overført til andre projekter, og vejprojektet som til da havde kostet 13 millioner kroner, endte i fjeldvæggen. Sådan stod den ufærdige vej til arbejdet blev genoptaget i 2010.
Midt i 1990'erne ble broplanerne taget op igen, og i 2005 gik Sogn og Fjordane fylkesting ind for at prioritere Dalsfjordbroen.
Ifølge trafikanalyser var årsdøgntrafiken 45 biler over færgelejet Dale-Eikenes i 2007, og man forventede en årsdøgntrafik på 750 biler når broen åbnede i 2013.
Hele projektet kostet omkring 1,1 milliarder kroner, hvoraf halvdelen til selve broen.